# Козловка (Белинский район)
Козловка — село в Белинском районе Пензенской области России. Административный центр Козловского сельсовета.

## География
Расположено в 14 км к западу от районного центра, на реке Большой Чембар.

## Население
| 1782 | 1864 | 1897  | 1911  | 1926  | 1939 | 1959 |
| ---- | ---- | ----- | ----- | ----- | ---- | ---- |
| 265  | ↗533 | ↗1008 | ↗1130 | ↗1245 | ↘992 | ↘856 |
| 1979 | 1989 | 1996  | 2002  | 2010  |      |      |
| ↘529 | ↘360 | ↘303  | ↘219  | ↘174  |      |      |

Село является местом компактного расселения мордвы, которая составляет 78 % населения села.

## История
Впервые упоминается в 1782 г. В составе Карсаевской волости Чембарского уезда. После революции в составе Пичевского сельсовета. Колхоз «Гигант».